# Kebonsari (Petanahan)
Kebonsari is een bestuurslaag in het regentschap Kebumen van de provincie Midden-Java, Indonesië. Kebonsari telt 1235 inwoners (volkstelling 2010).